# Congresso universale di esperanto del 1907
Il Congresso universale di esperanto del 1907, il terzo, si svolse nel 1907 a Cambridge, nel Regno Unito. I partecipanti furono 1357, tra cui L. L. Zamenhof e la moglie Klara.
Il LKK dell'evento fu il cosiddetto "Trio por la Tria", formato da George Cunningham, Harold Bolingbroke Mudie e John Pollen.
Durante il congresso si svolse un'escursione alla città-giardino di Letchworth, dove i congressisti incontrarono il fondatore della città, Ebenezer Howard, anch'egli esperantista.
La maggior parte degli incontri si svolse nella Guildhall di Cambridge.
Dopo il Congresso un gruppo di partecipanti. tra cui Zamenhof e la moglie, si recò a Londra, dove fu accolto nella Guildhall dal rappresentante della città Vezey Strong, all'epoca Sceriffo della Città di Londra. Strong fu anch'esso esperantista e dal 1912 anche Lord sindaco di Londra.

## Opere teatrali rappresentate
- Boks kaj Koks di John M. Morton con William Main Page, J. Ford, A. J. Hulme
- Bardell contro Pickwick di Charles Dickens, messa in scena da 16 attori amatoriali da 9 paesi
- Ŝi kliniĝas por venki ("Ella si umilia per vincere") di Oliver Goldsmith, rappresentata da attori amatoriali internazionali
- Nepardonebla altrudo (autore anonimo)

## Galleria d'immagini

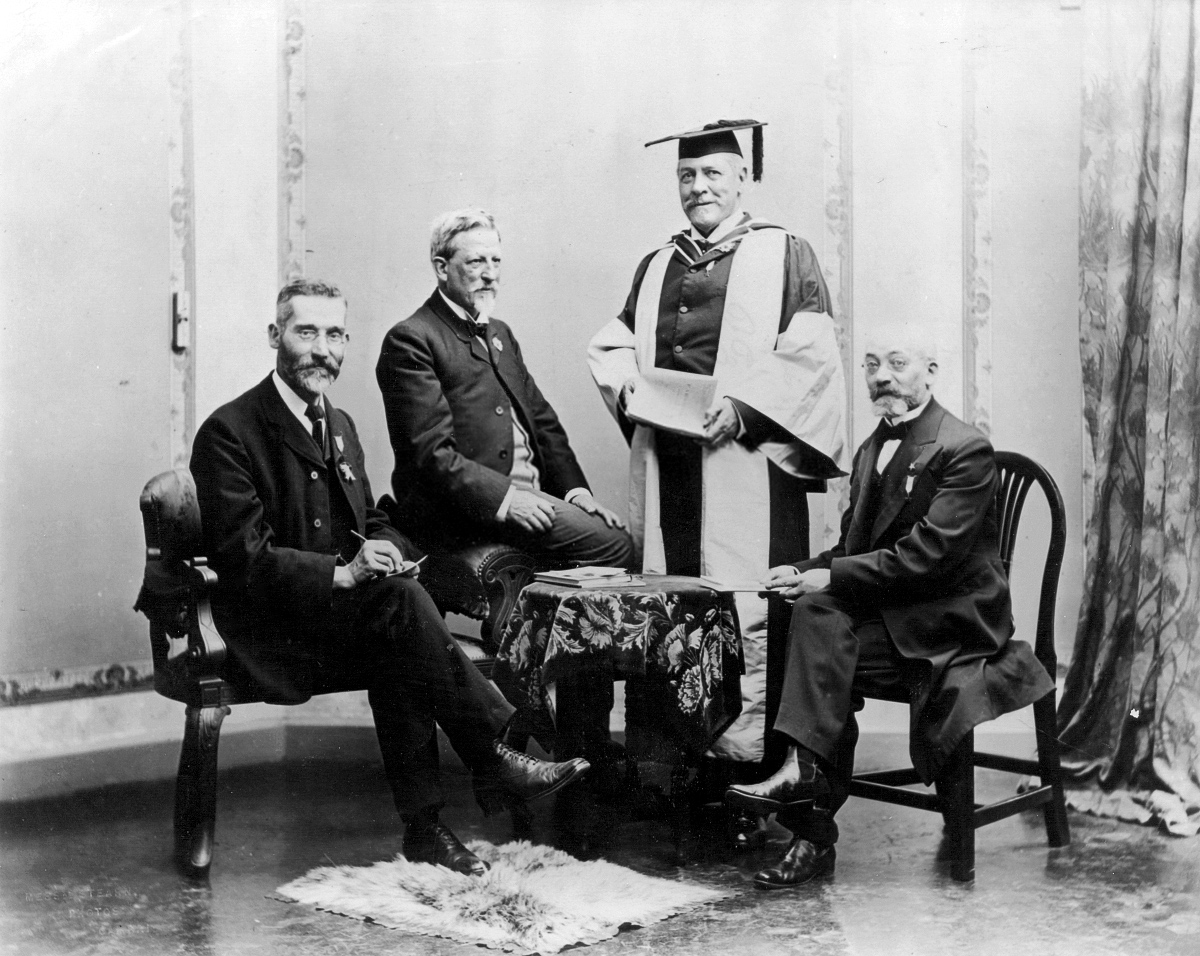
L. L. Zamenhof assieme a Joseph Rhodes, Théophile Cart e John Pollen
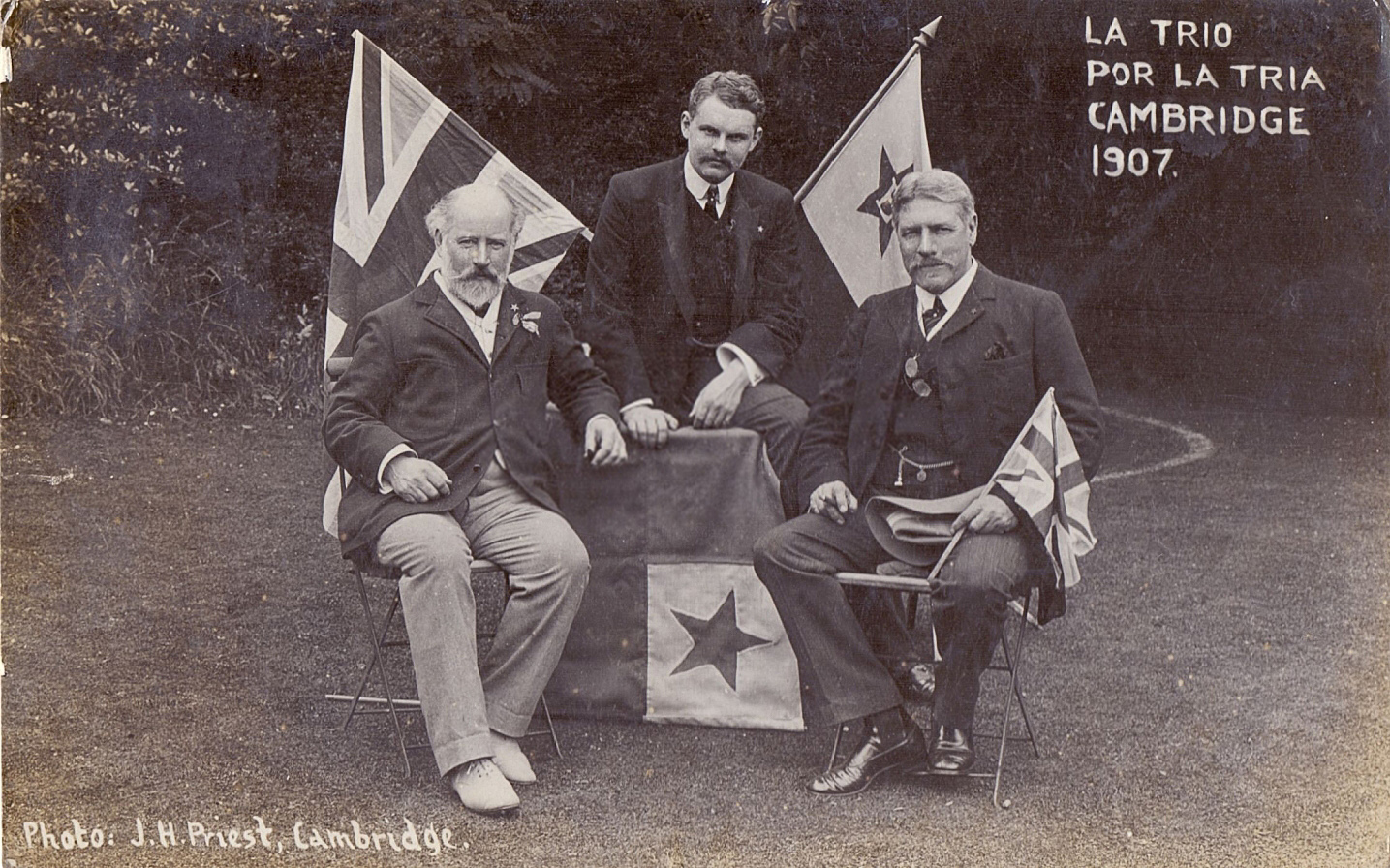
Gli organizzatori del Congresso: George Cunningham, Harold Bolingbroke Mudie e John Pollen
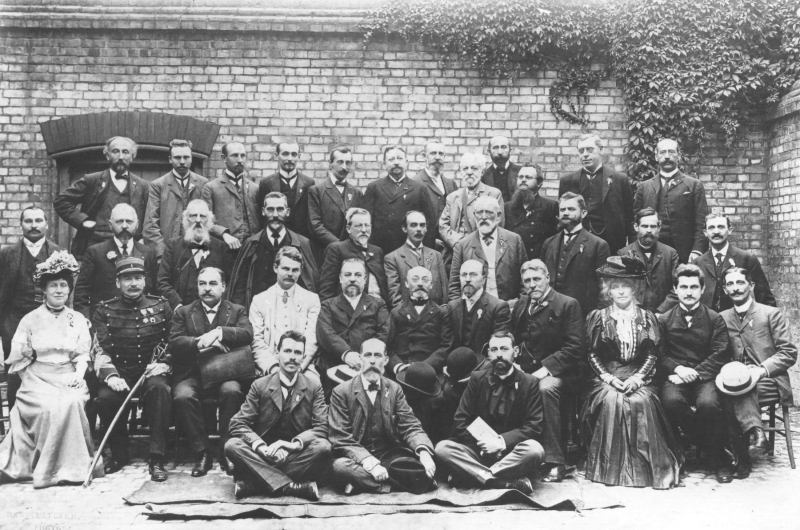
Il Lingva Komitato durante il Congresso
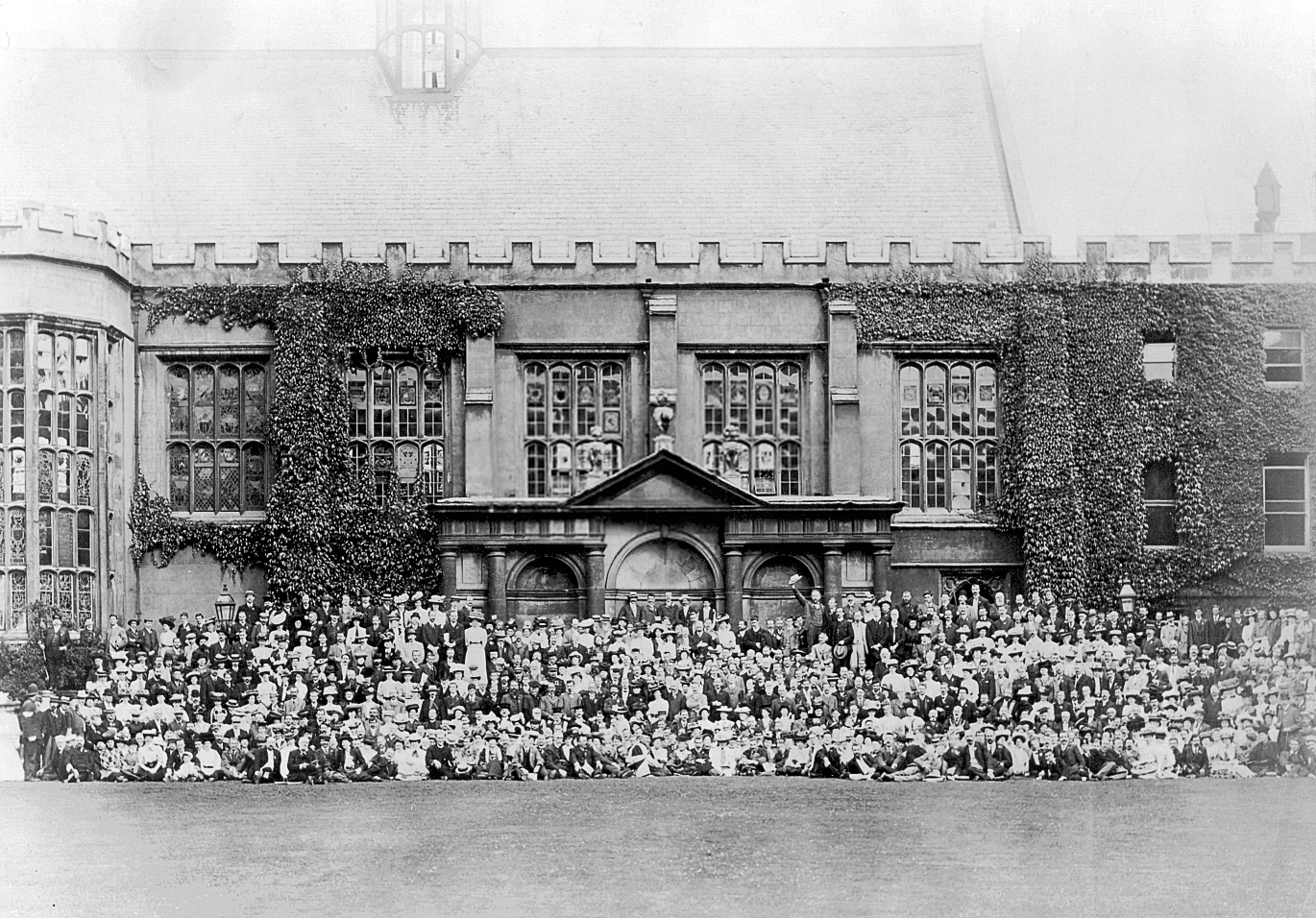
Foto di gruppo di una parte dei partecipanti
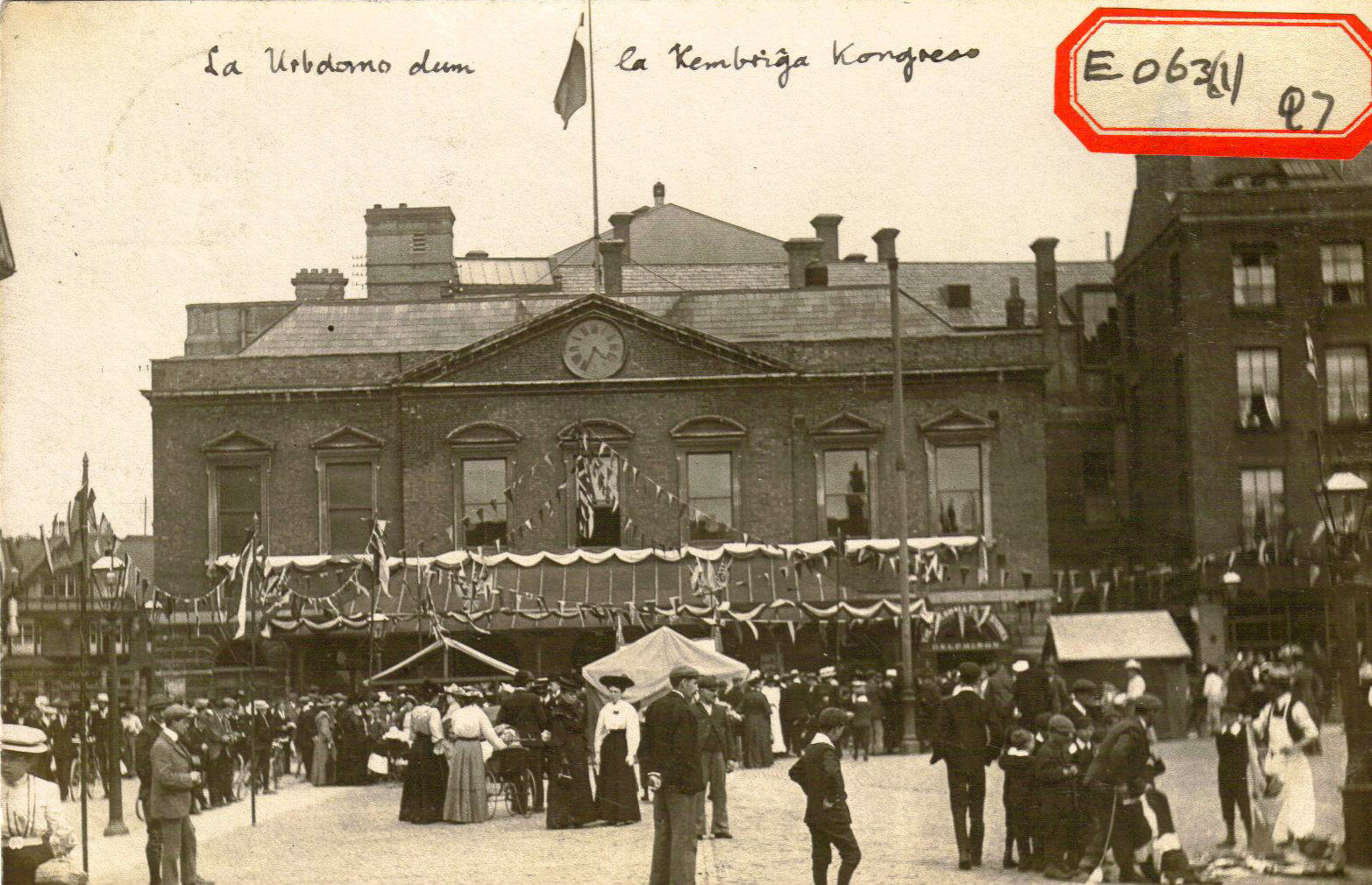
Il Municipio di Cambridge durante il Congresso